# Миллер, Пётр Климентьевич
Пётр Климентьевич Миллер (1910—1987) — Герой Советского Союза (1944), старший сержант, командир расчёта противотанкового ружья 465-го стрелкового полка (167-я стрелковая дивизия, 38-я армия, Воронежский фронт).

## Биография
Родился в селе Флора на территории современной Одесской области. Согласно официальным документам — украинец, по другой версии поволжский немец.
В 1911 году его семья переехала на вольные земли в Самарскую губернию. Пётр Климентьевич окончил начальную школу. С 1931 года работал в колхозе. В 1933—1935 годах служил в армии. После демобилизации жил в городе Балхаш, трудился на медеплавильном заводе.
На фронте с мая 1942 года. Осенью 1943 года 465-й полк вышел к Днепру. В ночь на 30 сентября расчёт П. К. Миллера первым переправился на правый берег в районе Вышгорода. В бою было уничтожено две огневые точки противника, что способствовало переправе всей части.
Представлен к награждению званием Героя Советского Союза за мужество и героизм, проявленные при форсировании Днепра. Указом Президиума Верховного Совета СССР «О присвоении звания Героя Советского Союза генералам, офицерскому, сержантскому и рядовому составу Красной Армии» от 10 января 1944 года за «образцовое выполнение боевых заданий командования на фронте борьбы с немецко-фашистскими захватчиками и проявленные при этом отвагу и геройство» удостоен звания Героя Советского Союза с вручением ордена Ленина и медали «Золотая Звезда».
После войны переехал в Усть-Каменогорск и работал на свинцово-цинковом комбинате.

## Память
- 19 апреля 2004 года в доме 34/2 по ул. Солнечной в городе Усть-Каменогорске была установлена мемориальная доска.